# 栗子峠
栗子峠（くりことうげ）は、福島県福島市から山形県米沢市にかけてある峠で、国道13号・東北中央自動車道が経由している。
- 位置：福島県福島市 - 山形県米沢市（栗子山南）
- 経由道路：国道13号・東北中央自動車道
- 標高：620m（現道）
- 水系：栗子峠は中央分水界にあり、東は松川を経由する阿武隈川水系であり、西は羽黒川を経由する最上川水系である。

近くの板谷峠を奥羽本線（山形新幹線）などが経由している。

## 歴史
- 1876年（明治9年）：山形県令（三島通庸）の発令によって着工。
- 1899年（明治32年）：並行する板谷峠に奥羽本線が開通。
- 1933年（昭和8年）：自動車交通に対応するため、大規模な改修工事を行う。
- 1936年（昭和11年）：改修工事完了。
- 1952年（昭和27年）：一級国道13号に指定される。
- 1966年（昭和41年）：国道13号の一時改良工事で、現道が開通。
- 2017年（平成29年）：東北中央自動車道の福島大笹生IC‐米沢北IC間が開通。

## 万世大路
万世大路は、栗子峠の通称の一種で、1881年（明治14年）に明治天皇が栗子峠開通式に出席した際に名づけられたものである。（当時の表記では萬世大路）栗子峠付近は、栗子山隧道で抜けていた。現在も、道路地図などで栗子峠付近の国道13号をこう表記していることが多い。

## 旧道（昭和初期改修工事後の道）

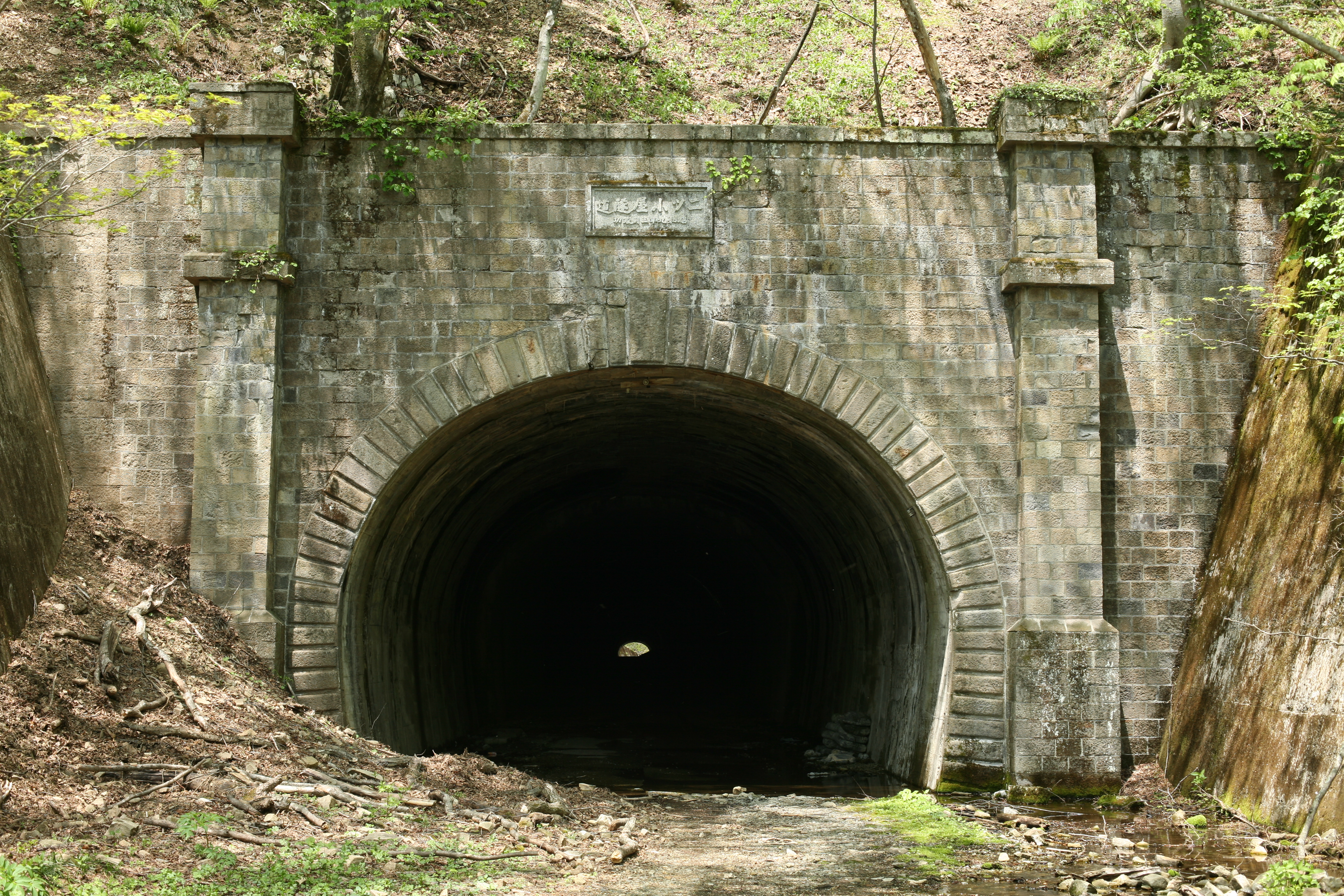
二ツ小屋隧道の福島側坑口。ヴォールト内に崩壊の跡が影となって見えている。

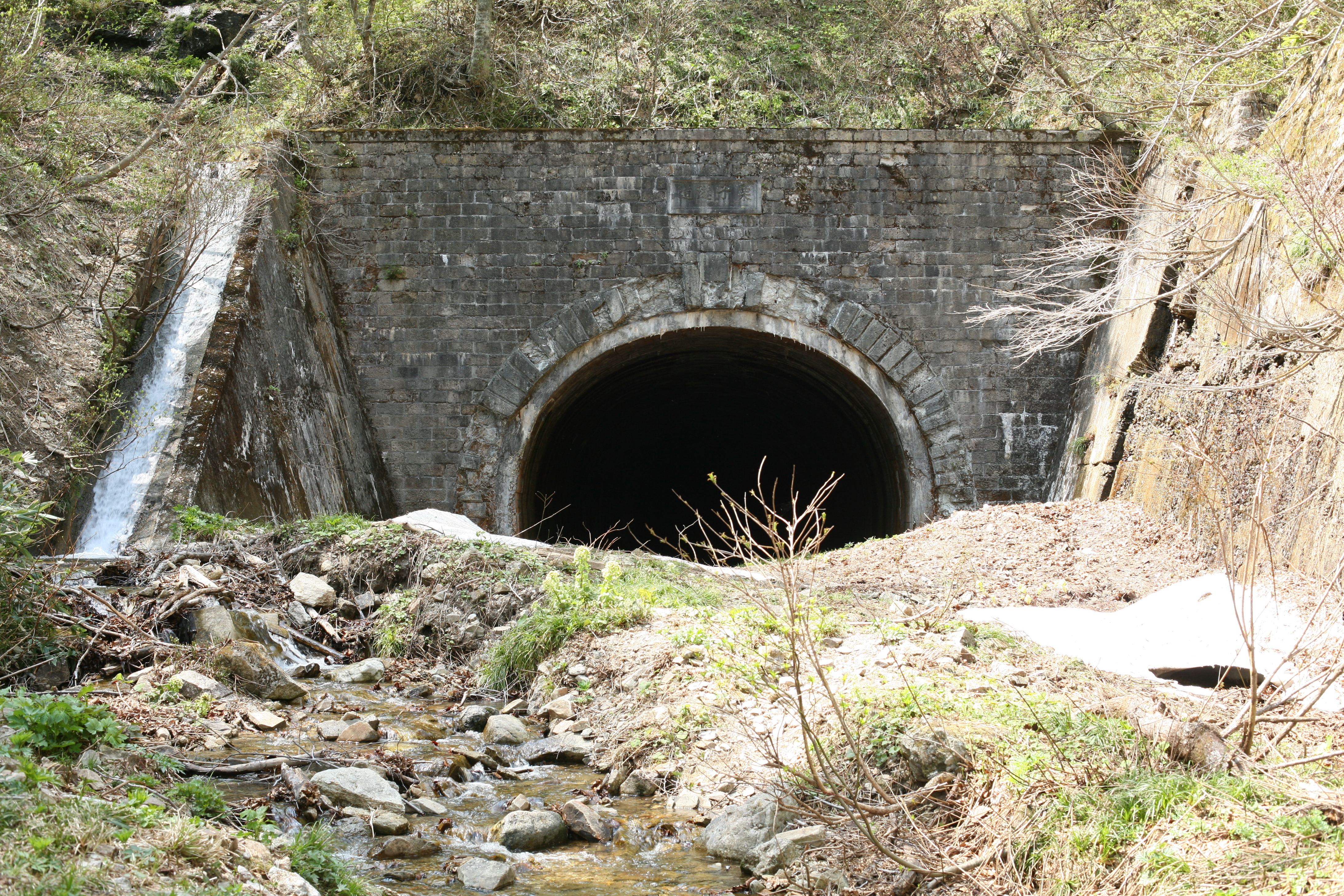
栗子隧道の福島側坑口。扁額には「昭和十年竣工」と改修時の年号が刻まれている。坑口前には土砂が堆積している。

ここでは、道路の経路と、現状について福島側から順に述べる。
まず旧道は、現国道13号の大滝第2トンネル500m先で現道と分岐する。分岐後、新沢橋を経て、現道の北側をつづら折れ（ヘアピンカーブ）を繰り返しながら進む。数回つづら折れを繰り返した後、南側から道が合流する。この道は、現道の東栗子トンネル福島側坑口付近に連絡している。合流後、2回大きなつづら折れを経た後、二ッ小屋隧道（1934年（昭和9年）竣工）がある。
トンネルを抜けると、鳥川橋があり、つづら折れの道が続く。その先標高約770mの地点には小さな盆地状の場所がある。これが大平集落跡である。現在は無人で、集落があった痕跡すらないほどである。その先には、大平橋、杭甲橋、連続したつづら折れがある。これらを過ぎると、栗子隧道の福島側坑口がある。栗子隧道内部は1972年（昭和47年）に起きた大崩落により現在、通行不能になっている。
山形側坑口を出ると、再びつづら折れが続く。標高750m付近になると、つづら折れがないやや平坦な道になる。しかし、標高700m付近からまたつづら折れになり、急激に標高を下げる。瀧岩上橋（1932年（昭和7年）竣工）を過ぎるとほどなく標高450m付近で現道と合流する。

## 現状
- 現在は1966年（昭和41年）に開通した東栗子トンネル、西栗子トンネルを経由する道が現道として使われている。ただし、連続雨量が180mmを超えると通行止になる。
- 東北中央自動車道の当区間が2017年（平成29年）11月4日に開通した（新直轄方式にて）。栗子峠は全長約9kmの栗子トンネルで通過する。長大トンネルである為危険物積載車輌は新トンネルを含む区間（福島大笹生IC - 米沢八幡原IC間）の通行が禁止されており、現道も国道より降格されることなく維持されている。

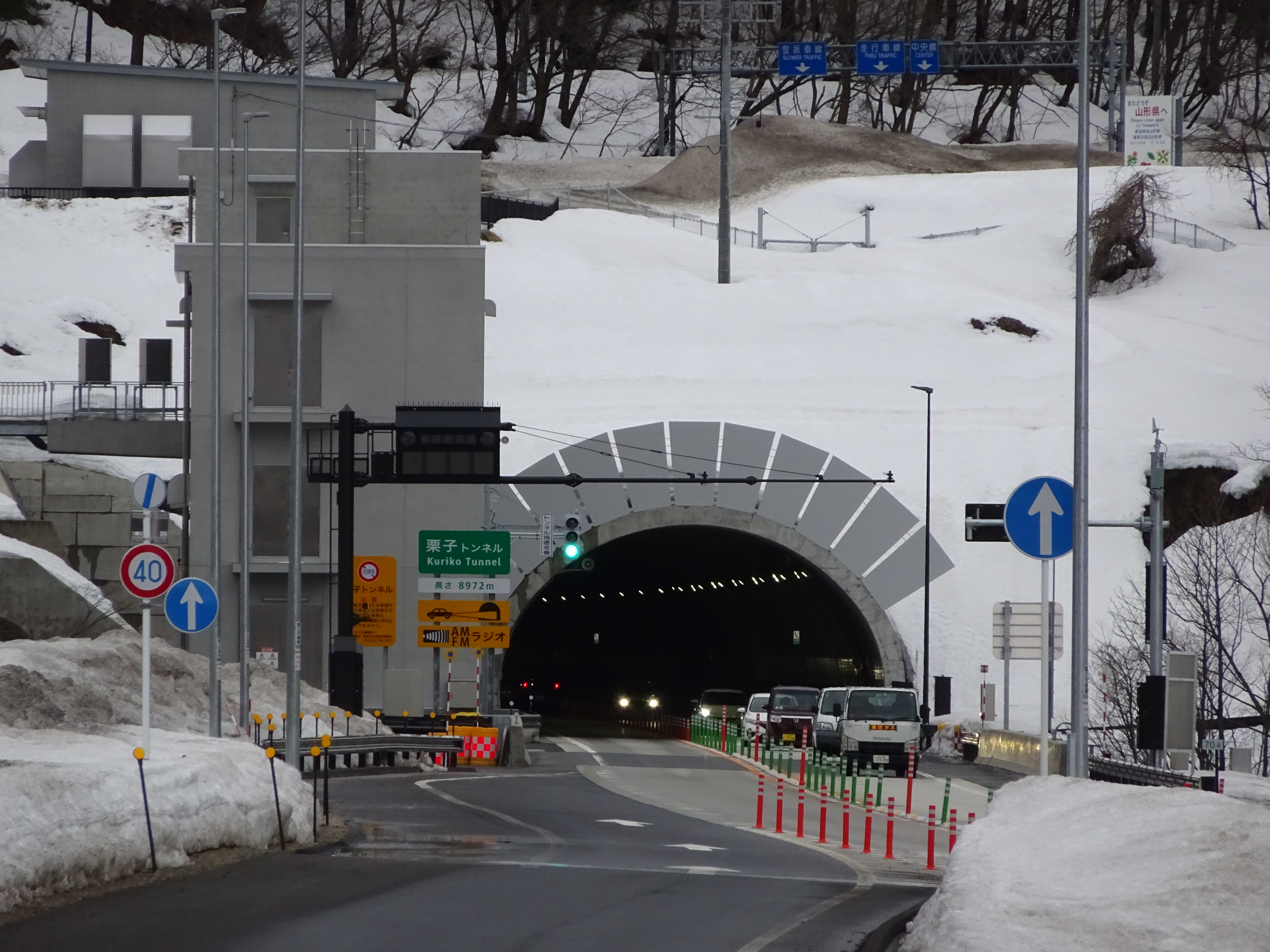
東北中央自動車道 栗子トンネル山形県側坑口。トンネル上部に見える道路は国道13号線現道。

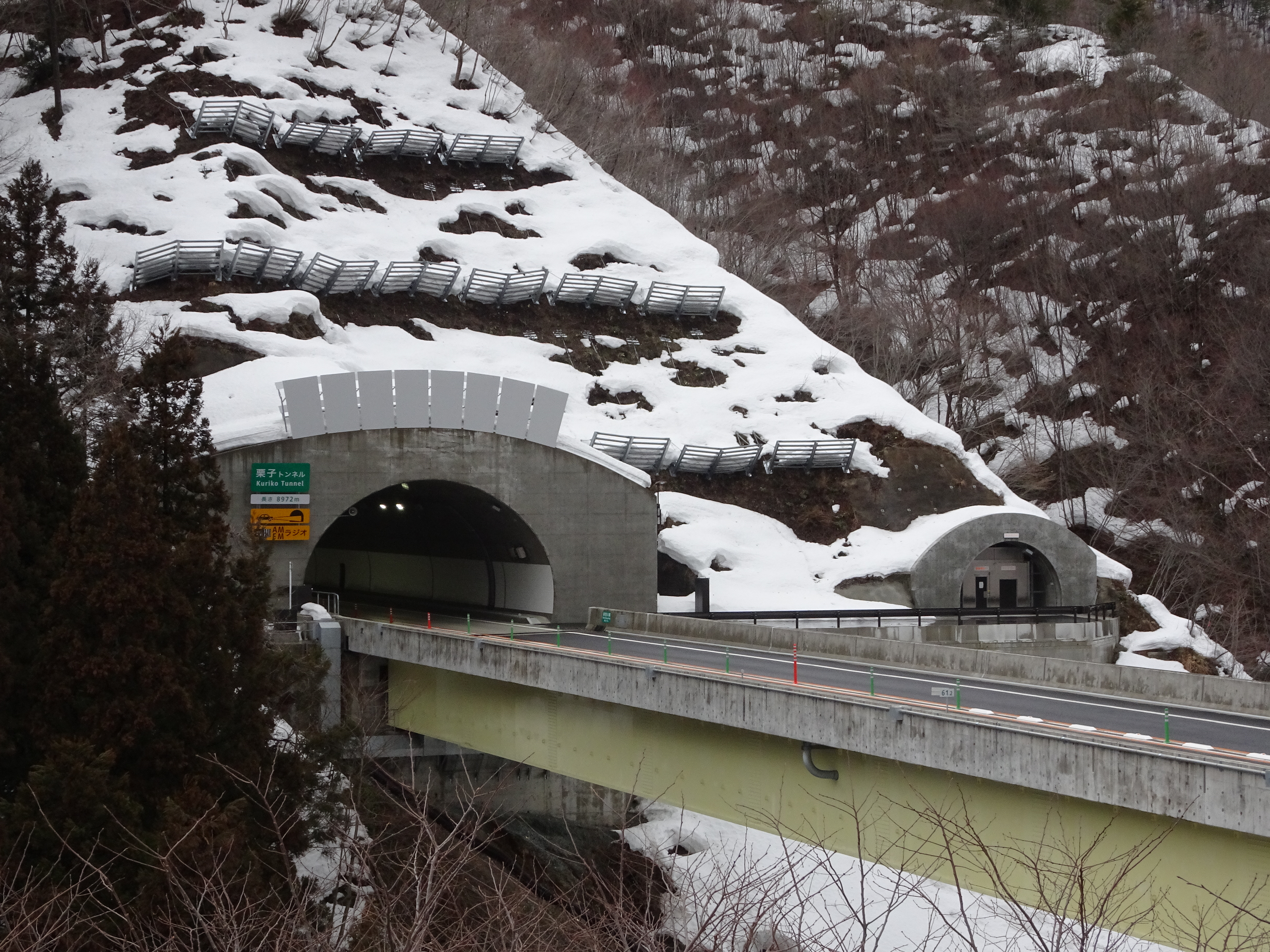
東北中央自動車道 栗子トンネル福島県側坑口。左側は本坑。右側のトンネルは避難坑入口。